# Tarkan Serbest
Tarkan Serbest (Vienna, 2 maggio 1994) è un calciatore austriaco naturalizzato turco, centrocampista del Kocaelispor.

## Caratteristiche tecniche
Mediano, può ricoprire anche i ruoli di centrocampista centrale e trequartista.

## Carriera

### Club
Nel 2004 l'Austria Vienna lo preleva dagli amatori concittadini dell'SV Donau. Entrato stabilmente nei ranghi delle giovanili dei bianco-viola, il 31 marzo 2014 sottoscrive il suo primo contratto da professionista. Il 18 ottobre dello stesso anno debutta nel campionato austriaco contro l'Altach (gara terminata 1-1).
Il 9 gennaio 2020 viene prelevato dal Kasimpaşa per la cifra di 350.000 euro.

### Nazionale
Nato a Vienna, ma di origini turche, dopo aver giocato per la nazionale Under-21 austriaca decide di rappresentare la selezione della Turchia, con cui debutta il 28 maggio 2018 nell'amichevole vinta 2-1 contro l'Iran.

## Palmarès

### Club

#### Competizioni nazionali
- TFF 1. Lig: 1

Kocaelispor: 2024-2025